# Bobonaro

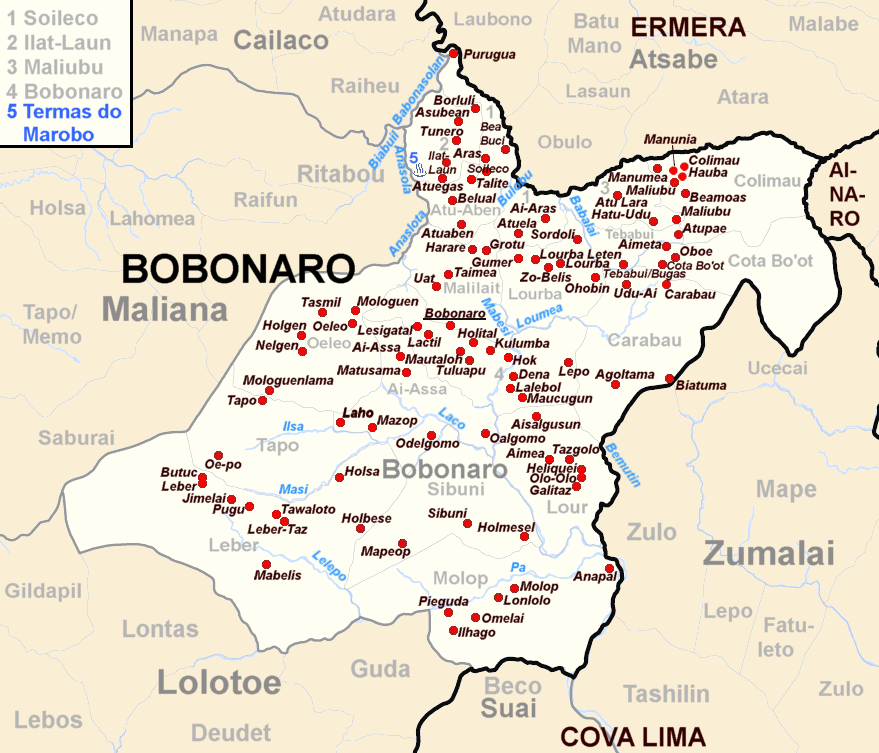
Posto administrativo de Bobonaro

Bobonaro é uma vila de Timor-Leste em município de homónimo (Suco Bobonaro, posto administrativo Bobonaro).
Quando Timor era província ultramarina portuguesa, Bobonaro era conhecida como Vila Armindo Monteiro.